# Јеринин град (Градац)
Јеринин град (Градац) је археолошки локалитет из периода касне антике и раног средњег века који се простире на два хектара на оближњем брду (Јеринином) и селу Градац, општине Баточина,севереисточно од Крагујевца.

## Регистар непокретних културних добара
Јеринин град је утврђен за културно добро – археолошко налазиште одлуком Завода за научно проучавање споменика културе Београд бр. 1420/96 од 21. децембра 1950. године. Археолошко налазиште Градац, Баточина категорисано је за културно добро од великог значаја одлуком Владе СРС, бр. 14 од 7. априла 1979.године Сл. Гл. Бр.14.

## Опис локалитета и пронађених налаза
Надомак Баточине, у селу Градац, налази се Јеринино брдо се остацима средњовековног утврђења на његовом врху. У подножју се налази пећина са остацима палеолитског станишта.
Ликалитет Јеринин град (Градац) има дугу, вишевековну историју на шта указују предмети и остаци бедема. Истраживања локалитета започела су 2019. године након седамдесет година од првих ископавања овог града.
Група археолога која је отпочела истраживање 2019. године откривајући слој по слој Јерининог града који је свој врхунац имао у периоду касне антике и раног средњег века, сматра да је то локалитет који је насељаван непрекидно. Сателитским снимцима, ископавањима и сондирањем пронађени су зидови византијског града. Дебљина зидова указује да је овде био јако битан локалитет. Свуда около се налази отприлике око 2 500 гробова што указује на бројност становника овог града.
Досадашња ископавања показују и то да се у дубинама брда налазе и остаци кућа, цркава, објеката. Пронађени предмети из свакодневног живота људи доказују да је само брдо било велико насеље до краја дванаестог века.